# 髯擬鮋
髯擬鮋（学名：Scorpaenopsis barbata）是輻鰭魚綱鮋形目鮋亞目鮋科的其中一種，為熱帶海水魚，分布於西印度洋紅海至索馬利亞海域，棲息深度可達30公尺，本魚體深紅色或深褐紅色，具有白色及黑色斑塊，上面的鰓蓋棘寬，成對的眼間骨脊突出，背鰭硬棘12枚，背鰭軟條9枚，臀鰭硬棘3枚，臀鰭軟條5枚，體長可達22公分。棲息在礁石區底層水域，生活習性不明。

## 扩展阅读
維基物種上的相關：髯擬鮋